# النابية (لحج)
النابيه هي إحدى قرى الجمهورية اليمنية. تتبع جغرافيا لمحافظة لحج و إداريًا لمديرية المضاربة والعارة. يبلغ تعداد سكانها 1052 نسمة حسب الإحصاء الذي أجري عام 2004.